# Plăvăț
Plăvăț este un cartier din Timișoara. Poartă numele activistului Ștefan Plavăț.